# Kambodżańska Partia Ludowa
Kambodżańska Partia Ludowa, KPL (khm. គណបក្សប្រជាជនកម្ពុជា, KPK) – kambodżańskie ugrupowanie polityczne, partia rządząca w Kambodży, założona w 1979 roku pod nazwą Kambodżańska Partia Ludowo-Rewolucyjna.
Wśród jej założycieli znaleźli się członkowie opozycji wobec reżimu Pol Pota a zarazem zwolennicy interwencji wietnamskiej w Kampuczy. Do początku lat 90. sprawowała jednopartyjną władzę w niemal całym kraju (z wyjątkiem niewielkich terenów przy granicy z Tajlandią kontrolowanych przez Koalicyjny Rząd Demokratycznej Kampuczy). Po 1991 roku przyjęła obecną nazwę, zawarła porozumienie ze zbrojną opozycją i przeprowadziła zmiany ideologiczne. W latach 1993–97 współrządziła z monarchistami
. KPL zwyciężyła wyborach parlamentarnych.
Liderem ugrupowania jest Hun Sen.